# Scinax arduous
Scinax arduous es una especie de rana de la familia Hylidae. Es endémica de Brasil. Su hábitat natural es subtropical o tropical, mayormente en los bosques bajos.
Está amenazada de extinción por la destrucción de su hábitat natural. 